# Natujaitsy

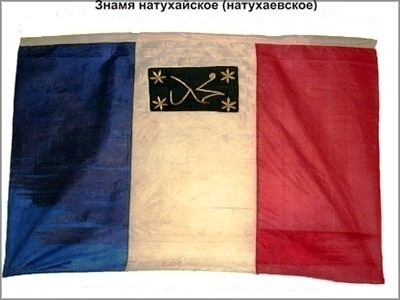
Bandera tribal de los natujaitsy.

Los natujatsy o natujái (autodenominación en adigué: НатIхъуадж-адыгэ) son una de las subetnias de los adigueses, originarios del extremo noroeste de la Circasia histórica (sus dominios se extendían de Anapa al norte hasta la bahía de Tsemés, Novorossisk, en la actual Federación Rusa).
La tribu consistía en diez familias aristócratas y 44 clanes libres (en adigué: Фэкъул1). Los natujái eran considerados la tribu comercialmente más activa del pueblo adigué. Comerciaban con el Imperio otomano y el Janato de Crimea.
A finales de 1860, se reunió un Mejlís (Хасэ), que uniría a los shapsug, los ubijos y los natujáis, con Sochi (Шъачэ) como la última capital de la resistencia circasiana a los rusos.
En 1864, la mayor parte de los natujái fue masacrada, y el resto fue obligada a dejar Circasia como las otras tribus adigué hacia el Imperio otomano debido a la ocupación rusa de Circasia (véase Muhayir (Cáucaso)) y las políticas del zar de limpiar de circasianos la costa circasiana del mar Negro.
Actualmente, las familias Natujái viven en diáspora y han sido asimilados por otras tribus adigué, sobre todo con la shapsug debido a sus cercanas relaciones familiares. En el Cáucaso sólo se pueden encontrar unos pocos en la República de Adiguesia, principalmente en el raión de Tajtamukái en el aul de Natujái (del ruso: Аул Натухай) y en el raión de Teuchezh).